# Казыгурт (гора)
Казыгурт (каз. Қазығұрт) — горный кряж, протянувшийся примерно на 20 км с востока на запад. Высшая точка 1768 м. Находится в 40 км от города Шымкент (Чимкент) в долине Таласского Алатау (западный хребет Тянь-Шаньских гор). Входит в Угамскую природную провинцию Тянь-Шаньской природной области.
Заканчивается горой Баканалы (879 м), расположенной значительно западнее автотрассы Шымкент-Ташкент. Между двумя основными вершинами кряжа лежит обширная седловина, через которую в древности пролегала караванная дорога.
Казыгурт сложен известняками, то есть, это дно древнего океана. Также здесь распространены карсты, а это означает обилие родников и возможность образования пещер. Особенности здешней природы определяются её положением в пограничной полосе умеренного и субтропического поясов. До высоты 700—800 м над уровнем моря «поднимается эфемерово-полынная полупустыня, выше до 1200—1400 м господствуют низкогорные крупнозлаковые эфемероидные субтропические степи с темными сероземами. На отдельных участках в этой зоне встречаются лиственные плодовые леса. Выше, до 2500—2700 м, располагаются среднегорные луговые кустарниковые степи на горных коричневых почвах с участками лесостепей и лиственных лесов (яблонево-боярышниковых, ореховых, кленовых, фисташкового редколесья)».

## Легенды
На кряже находятся также места, которые для мусульман являются святыми. Ежегодно туда съезжаются паломники. С юга, у подножия главной вершины находится святое место Акбура (Белый верблюд). Паломничают туда в основном женщины, которые не могут родить. На этом месте в 1991 году был сооружен мавзолей. Святой, в честь которого названо место, жил во времена Ахмеда Яссави и был суфием. У него был белый верблюд. Когда святой молился, он вводил в транс не только себя, но и верблюда.
Также, одной из достопримечательностей Казыгурта является крест, сложенный из камней, длиной 32 м, шириной 4 м, находящийся в двойном каменном круге. Считается, что этот крест использовался в древности зороастрийцами для совершения обрядов.
Согласно одной из легенд, две тысячи лет ковчег Нуха (Ноя) причалил именно к горе Казыгурт, в связи с чем люди стали называть эту местность Кеме-Калган (место Ноева ковчега). Миф утверждает, что в те времена Казыгурт был выше всех земных гор, и остался незатопленным, когда остальная поверхность земли ушла под воду из-за Всемирного потопа. В качестве подкрепления данной версии указывается форма Казыгурта, имеющего изогнутую впадину на вершине. На высоте 910 метров над уровнем моря на горе был установлен памятник “Ноев ковчег”.  Размер ковчега-монумента составляет: длина - 150 метров, ширина - 25 метров,  высота - 15 метров, он выполнен из бетона. 